# Équipe de Belgique de football en 2012
Maillots
Chronologie
Saison précédente Saison suivante
L'équipe de Belgique de football entame en 2012 les éliminatoires de la Coupe du monde et dispute cinq rencontres amicales.

## Objectifs
L'objectif de 2012 est de bien commencer les éliminatoires de la Coupe du monde afin de tenter de se qualifier après deux éditions manquées.

## Résumé de la saison
Le 13 mai 2012, Leekens annonce qu'il quitte son poste pour le Club de Bruges qui double son salaire. Marc Wilmots assure l'intérim avant d'être confirmé comme sélectionneur en vue de la Coupe du monde 2014 au Brésil. Le changement d'entraîneur coïncide avec des résultats en progression et provoque un engouement parmi les supporters, qui remplissent le Stade Roi Baudouin à chaque rencontre. Les éliminatoires de la Coupe du monde 2014 sont une réussite pour la Belgique, qui termine en tête de son groupe. La qualification est assurée le 11 octobre 2013 grâce à une victoire (1-2) en Croatie, son dauphin. Ces bonnes prestations permettent à la Belgique de remonter au classement FIFA : cinquième place à la sortie des éliminatoires, la position la plus haute qu'elle ait alors jamais atteinte, l'équipe nationale est tête de série lors du tirage au sort des groupes de la phase finale de l'épreuve.

## Bilan de l'année
À mi-parcours, la Belgique emmène le classement de son groupe en compagnie de la Croatie et est en bonne position pour se qualifier pour la phase finale de la Coupe du monde 2014.

Les résultats des rencontres amicales, par contre, sont décevants avec une seule victoire en cinq matchs. Toutefois, les Diables Rouges clôturent l'année à la 21e place du classement mondial de la FIFA, leur meilleure position depuis 10 ans.

### Coupe du monde 2014

#### Éliminatoires (zone Europe, Groupe A)
| Rang | Équipe            | Pts | J | G | N | P | Bp | Bc | Diff |  | Résultats (▼ dom., ► ext.) |     |     |     |     |     |     |
| ---- | ----------------- | --- | - | - | - | - | -- | -- | ---- |  | -------------------------- | --- | --- | --- | --- | --- | --- |
| 1    | Belgique          | 10  | 4 | 3 | 1 | 0 | 8  | 1  | +7   |  | Belgique                   |     | 1-1 | -   | -   | -   | 2-0 |
| 2    | Croatie           | 10  | 4 | 3 | 1 | 0 | 6  | 2  | +4   |  | Croatie                    | -   |     | 1-0 | -   | 2-0 | -   |
| 3    | Macédoine du Nord | 5   | 4 | 1 | 2 | 1 | 3  | 4  | -1   |  | Macédoine du Nord          | -   | 1-2 |     | 1-0 | -   | -   |
| 4    | Serbie            | 4   | 4 | 1 | 1 | 2 | 6  | 5  | +1   |  | Serbie                     | 0-3 | -   | -   |     | 6-1 | -   |
| 5    | Pays de Galles    | 3   | 4 | 1 | 0 | 3 | 3  | 11 | -8   |  | Pays de Galles             | 0-2 | -   | -   | -   |     | 2-1 |
| 6    | Écosse            | 2   | 4 | 0 | 2 | 2 | 2  | 5  | -3   |  | Écosse                     | -   | -   | 1-1 | 0-0 | -   |     |

- Sélection directement qualifiée pour la Coupe du monde 2014
- Sélection barragiste

### Classement mondial FIFA
| Classement | Équipe   | Score total (déc. 2012) | Points précédents (déc. 2011) | Évolution | Position        |
| ---------- | -------- | ----------------------- | ----------------------------- | --------- | --------------- |
| 19         | Algérie  | 887                     | 758                           | +129      | en augmentation |
| 20         | Suède    | 870                     | 891                           | -21       | en diminution   |
| 21         | Belgique | 868                     | 647                           | +221      | en augmentation |
| 22         | Japon    | 840                     | 884                           | -44       | en diminution   |
| 23         | Danemark | 821                     | 1 035                         | -214      | en diminution   |

Source : FIFA.

## Les matchs
| Match amical                                                     | Grèce          | 1 - 1                  | Belgique           | Stade Pankritio Héraklion, Grèce                        |                                                         |
| 29 février 2012 · 21:30 heure locale · Historique des rencontres | Salpingídis 9e | (1 – 1)                | Chadli 32e         | Spectateurs : 15 000 Arbitrage : Daniel Stålhammar (en) | Spectateurs : 15 000 Arbitrage : Daniel Stålhammar (en) |
| 29 février 2012 · 21:30 heure locale · Historique des rencontres |                | Rapport (RBFA) Rapport | Lombaerts 22e, 61e | Spectateurs : 15 000 Arbitrage : Daniel Stålhammar (en) | Spectateurs : 15 000 Arbitrage : Daniel Stålhammar (en) |

| Match amical                                                 | Belgique                         | 2 - 2   | Monténégro               | Stade Roi Baudouin Laeken, Belgique             |                                                 |
| 25 mai 2012 · 20:45 heure locale · Historique des rencontres | Mirallas 25e · Hazard 34e (pen.) | (2 – 1) | Vučinić 5e · Drinčić 76e | Spectateurs : 21 110 Arbitrage : Clément Turpin | Spectateurs : 21 110 Arbitrage : Clément Turpin |
| 25 mai 2012 · 20:45 heure locale · Historique des rencontres | Rapport (RBFA) Rapport           |         |                          | Spectateurs : 21 110 Arbitrage : Clément Turpin | Spectateurs : 21 110 Arbitrage : Clément Turpin |

Note : Première rencontre officielle entre les deux nations.
| Match amical                                                 | Angleterre             | 1 - 0   | Belgique | Stade de Wembley Londres, Angleterre                  |                                                       |
| 2 juin 2012 · 17:15 heure locale · Historique des rencontres | Welbeck 36e            | (1 – 0) |          | Spectateurs : 85 091 Arbitrage : Peter Rasmussen (en) | Spectateurs : 85 091 Arbitrage : Peter Rasmussen (en) |
| 2 juin 2012 · 17:15 heure locale · Historique des rencontres | Rapport (RBFA) Rapport |         |          | Spectateurs : 85 091 Arbitrage : Peter Rasmussen (en) | Spectateurs : 85 091 Arbitrage : Peter Rasmussen (en) |

| Match amical                                                  | Belgique                                                | 4 - 2   | Pays-Bas                     | Stade Roi Baudouin Laeken, Belgique              |                                                  |
| 15 août 2012 · 20:45 heure locale · Historique des rencontres | Benteke 20e · Mertens 75e · Lukaku 77e · Vertonghen 80e | (1 – 0) | Narsingh 54e · Huntelaar 55e | Spectateurs : 50 000 Arbitrage : Martin Atkinson | Spectateurs : 50 000 Arbitrage : Martin Atkinson |
| 15 août 2012 · 20:45 heure locale · Historique des rencontres | Rapport (RBFA) Rapport                                  |         |                              | Spectateurs : 50 000 Arbitrage : Martin Atkinson | Spectateurs : 50 000 Arbitrage : Martin Atkinson |

| Coupe du monde 2014 Éliminatoires - Groupe A                      | Pays de Galles | 0 - 2                         | Belgique                     | Cardiff City Stadium Cardiff, Pays de Galles        |                                                     |
| 7 septembre 2012 · 19:45 heure locale · Historique des rencontres |                | (0 – 1)                       | Kompany 41e · Vertonghen 83e | Spectateurs : 16 557 Arbitrage : Stefan Johannesson | Spectateurs : 16 557 Arbitrage : Stefan Johannesson |
| 7 septembre 2012 · 19:45 heure locale · Historique des rencontres | Collins 26e    | Rapport (FIFA) Rapport (RBFA) |                              | Spectateurs : 16 557 Arbitrage : Stefan Johannesson | Spectateurs : 16 557 Arbitrage : Stefan Johannesson |

| Coupe du monde 2014 Éliminatoires - Groupe A                       | Belgique                      | 1 - 1   | Croatie    | Stade Roi Baudouin Laeken, Belgique                       |                                                           |
| 11 septembre 2012 · 20:45 heure locale · Historique des rencontres | Gillet 45+2e                  | (1 – 1) | Perišić 6e | Spectateurs : 39 987 Arbitrage : Alberto Undiano Mallenco | Spectateurs : 39 987 Arbitrage : Alberto Undiano Mallenco |
| 11 septembre 2012 · 20:45 heure locale · Historique des rencontres | Rapport (FIFA) Rapport (RBFA) |         |            | Spectateurs : 39 987 Arbitrage : Alberto Undiano Mallenco | Spectateurs : 39 987 Arbitrage : Alberto Undiano Mallenco |

| Coupe du monde 2014 Éliminatoires - Groupe A                     | Serbie                        | 0 - 3   | Belgique                                     | Stade de l'Étoile rouge Belgrade, Serbie        |                                                 |
| 12 octobre 2012 · 20:30 heure locale · Historique des rencontres |                               | (0 – 1) | Benteke 34e · De Bruyne 68e · Mirallas 90+1e | Spectateurs : 21 650 Arbitrage : Pavel Královec | Spectateurs : 21 650 Arbitrage : Pavel Královec |
| 12 octobre 2012 · 20:30 heure locale · Historique des rencontres | Rapport (FIFA) Rapport (RBFA) |         |                                              | Spectateurs : 21 650 Arbitrage : Pavel Královec | Spectateurs : 21 650 Arbitrage : Pavel Královec |

| Coupe du monde 2014 Éliminatoires - Groupe A                     | Belgique                      | 2 - 0   | Écosse | Stade Roi Baudouin Laeken, Belgique               |                                                   |
| 16 octobre 2012 · 20:45 heure locale · Historique des rencontres | Benteke 69e · Kompany 71e     | (0 – 0) |        | Spectateurs : 44 132 Arbitrage : Tom Harald Hagen | Spectateurs : 44 132 Arbitrage : Tom Harald Hagen |
| 16 octobre 2012 · 20:45 heure locale · Historique des rencontres | Rapport (FIFA) Rapport (RBFA) |         |        | Spectateurs : 44 132 Arbitrage : Tom Harald Hagen | Spectateurs : 44 132 Arbitrage : Tom Harald Hagen |

| Match amical                                                      | Roumanie                     | 2 - 1   | Belgique    | Arena Națională Bucarest, Roumanie                  |                                                     |
| 14 novembre 2012 · 21:00 heure locale · Historique des rencontres | Maxim 32e · Torje 66e (pen.) | (1 – 1) | Benteke 23e | Spectateurs : 4 000 Arbitrage : Mauro Bergonzi (it) | Spectateurs : 4 000 Arbitrage : Mauro Bergonzi (it) |
| 14 novembre 2012 · 21:00 heure locale · Historique des rencontres | Rapport (RBFA) Rapport       |         |             | Spectateurs : 4 000 Arbitrage : Mauro Bergonzi (it) | Spectateurs : 4 000 Arbitrage : Mauro Bergonzi (it) |

Note : La FIFA a déclassé et requalifié cette rencontre comme match d’entraînement le 6 avril 2016 car la Roumanie a effectué 8 remplacements au lieu des 6 autorisés lors de rencontres amicales.

## Les joueurs
| Joueurs              | Joueurs                  | Amical   | Amical | Amical  | Amical | QCM 2014 | QCM 2014 | QCM 2014 | QCM 2014 | Amical |
| -------------------- | ------------------------ | -------- | ------ | ------- | ------ | -------- | -------- | -------- | -------- | ------ |
| Gardiens de but      |                          |          |        |         |        |          |          |          |          |        |
| Simon Mignolet       | Sunderland               | 90 89e   |        | 90      | r      | r        | r        | r        | r        | 90     |
| Thibaut Courtois     | Atlético Madrid          | r        | 50e    |         | 90     | 90       | 90       | 90       | 90       | r      |
| Jean-François Gillet | Bologna FC 1909          | r        | 50e    |         | r      | r        | r        | r        | r        | r      |
| Olivier Renard       | KV Malines               |          |        | r       |        |          |          |          |          |        |
| Défenseurs           |                          |          |        |         |        |          |          |          |          |        |
| Toby Alderweireld    | Ajax Amsterdam           | 90       | 90     |         | 46e    | r        | r        | 90       | 90       |        |
| Vincent Kompany      | Manchester City          | 90 90+1e |        |         |        | 90       | 90       | 90       | 90       | 90     |
| Thomas Vermaelen     | Arsenal                  | 90       |        | 90      | 90     | 90       | 90       | 90       | 90       |        |
| Nicolas Lombaerts    | Zénith Saint-Pétersbourg | 22e, 61e | 46e    |         | r      | r        | r        | r        | r        |        |
| Laurent Ciman        | Standard de Liège        | r        |        |         | r      | r        |          | r        | r        | r      |
| Jan Vertonghen       | Ajax Amsterdam           | 64e      | 90     | 90      | 90     | 90 89e   | 90       | 90       | 90       | 90     |
| Timmy Simons         | 1. FC Nuremberg          | r        | 46e    | 90      | r      | r        | r        | r        | r        | r      |
| Denis Odoi           | RSC Anderlecht           |          | 90,    | r       |        |          |          |          |          |        |
| Guillaume Gillet     | RSC Anderlecht           |          | r      | 90      | 90 59e | 90 79e   | 90 67e   |          | r        | 90     |
| Sébastien Pocognoli  | Standard de Liège        |          |        | r       | r      |          | r        |          |          |        |
| Daniel Van Buyten    | Bayern Munich            |          |        |         | 46e    | r        | r        | r        | r        | 90     |
| Laurens De Bock      | KSC Lokeren              |          |        |         |        |          |          |          |          | r      |
| Milieux              |                          |          |        |         |        |          |          |          |          |        |
| Steven Defour        | FC Porto                 | 82e      | 86e    | r       | 90     | r        | 67e      | r        | r        | 57e    |
| Marouane Fellaini    | Everton                  | 90       | 90     | 90      |        | 90       | 67e      |          |          | 90     |
| Axel Witsel          | SL Benfica               | 58e      | 90 68e | 90      | 90     | 90       | 90       | 90 53e   | 90       | 90     |
| Nacer Chadli         | FC Twente                | 90       | r      | 59e     | 67e    |          |          | 90       | 90 81e   |        |
| Kevin De Bruyne      | KRC Genk                 | r        |        |         | 56e    | 64e      | 72e      | 87e      | 90       | 90     |
| Mousa Dembélé        | Fulham                   | 58e 58e  |        | 90      | 58e    | 64e      | 72e 65e  | 90       | 46e      |        |
| Radja Nainggolan     | Cagliari Calcio          | 82e      | r      | r       |        |          |          |          |          |        |
| Attaquants           |                          |          |        |         |        |          |          |          |          |        |
| Eden Hazard          | Lille OSC                | 46e      | 90     | 90      | 58e    | 90       | 90       | 55e      | 46e      | r      |
| Kevin Mirallas       | Olympiakos CFP           | 64e      | 86e    | 59e     | 56e    | 46e      | 81e      | 87e      | 56e      |        |
| Igor de Camargo      | Borussia Mönchengladbach | r        | 66e    | r       | r      | r        | r        |          |          | r      |
| Romelu Lukaku        | Chelsea                  | 46e      | r      | 73e     | 63e    | 46e      | r        |          |          | 57e    |
| Benjamin De Ceulaer  | KSC Lokeren              | r        | r      | r       | r      |          |          |          |          |        |
| Dries Mertens        | PSV Eindhoven            |          | 90     | 73e 17e | 67e    | 90       | 81e      | 55e      | 56e      | 61e    |
| Christian Benteke    | KRC Genk                 |          | 66e    | r       | 63e    | r        | 90       | 90 35e   | 87e      | 57e    |
| Jelle Vossen         | KRC Genk                 |          | r      | r       |        |          |          | r        | r        | 57e    |
| Pelé Mboyo           | KAA La Gantoise          |          |        |         |        |          |          | r        | 87e ,    | 61e    |

Un « r » indique un joueur qui était parmi les remplaçants mais qui n'est pas monté au jeu.
1. 1 2  Première sélection officielle pour le joueur.
2. 1 2 3  Dernière sélection officielle pour le joueur.
3. 1 2 3 4  Premier but officiel pour le joueur.

## Aspects socio-économiques

### Audiences télévisuelles
| Jour de diffusion | Match                     | Compétition    | Diffuseur francophone | Téléspectateurs | Part d'audience | Diffuseur néerlandophone | Téléspectateurs | Part d'audience |
| ----------------- | ------------------------- | -------------- | --------------------- | --------------- | --------------- | ------------------------ | --------------- | --------------- |
| 29 février 2012   | Grèce - Belgique          | Amical         | non diffusé           | non diffusé     | non diffusé     | non diffusé              | non diffusé     | non diffusé     |
| 25 mai 2012       | Belgique - Monténégro     | Amical         | Club RTL              | 427 167         | 26,8%           | non diffusé              | non diffusé     | non diffusé     |
| 2 juin 2012       | Angleterre - Belgique     | Amical         | Club RTL              | 334 886         | 30,9%           | non diffusé              | non diffusé     | non diffusé     |
| 15 août 2012      | Belgique - Pays-Bas       | Amical         | Club RTL              | 411 032         | 27,5%           | Canvas                   | 859 236         | 38,8%           |
| 7 septembre 2012  | Pays de Galles - Belgique | Coupe du monde | La Une                | 537 941         | 34,2%           | VIER                     | 766 906         | 33,0%           |
| 11 septembre 2012 | Belgique - Croatie        | Coupe du monde | Club RTL              | 753 066         | 39,9%           | Canvas                   | 1 151 020       | 42,6%           |
| 12 octobre 2012   | Serbie - Belgique         | Coupe du monde | La Une                | 688 686         | 37,2%           | VIER                     | 961 401         | 35,2%           |
| 16 octobre 2012   | Belgique - Écosse         | Coupe du monde | Club RTL              | 680 631         | 36,3%           | Canvas                   | 1 246 971       | 40,8%           |
| 14 novembre 2012  | Roumanie - Belgique       | Amical         | La Deux               | 485 248         | 25,5%           | VIER                     | 705 321         | 25,6%           |

Source : CIM.

## Sources

### Statistiques
1. ↑  « CLASSEMENT MASCULIN », sur fifa.com, FIFA, 19 décembre 2012 (consulté le 11 juillet 2021)
2. ↑  « RÉSULTATS PUBLICS », sur cim.be, CIM